# Barbarossa (film)
Pour les articles homonymes, voir Barberousse.
Pour plus de détails, voir Fiche technique et Distribution.
Barbarossa est un film italien réalisé par Renzo Martinelli en 2009, avec Rutger Hauer et Cécile Cassel.
Il a été diffusé la première fois en France sur France 4 le 2 avril 2011 sous le titre Barberousse, l'Empereur de la mort.
Le tournage a eu lieu en Roumanie, à Alba Iulia, Bucarest et Hunedoara.

## Résumé
Italie, XIIe siècle. Frédéric Barberousse (Rutger Hauer) rêve de créer un empire universel, en établissant son contrôle politique sur les villes italiennes du Nord et sur le royaume de Sicile. Plusieurs fois l'empereur descend en Italie pour rétablir sa suprématie contre les visées autonomistes des communes. À une occasion, l'empereur allemand est sauvé par un jeune garçon, fils d'un forgeron milanais, Alberto. Mais Barberousse en vient aux exactions, il envoie l'armée impériale dans des expéditions punitives contre un grand nombre de villes alliées de Milan, assiège enfin cette dernière et, le 10 mars 1162, l'envahit avec ses troupes et la rase jusqu'au sol. Au cours de la bataille périssent les deux frères d'Alberto, dont l'un, Otto, est tué par Alberto lui-même dans une tentative tragique de défendre les murs de Milan.
Aveuglé par la rage, le jeune Alberto da Giussano (Raz Degan) cherchera à venger ses frères. Il devient le chef de la Compagnia della Morte, le protagoniste de cette lutte contre le tyran que les communes lombardes libres, coalisées dans la Ligue lombarde, ont juré de mener ; et il est même le stratège de la victoire dans la bataille de Legnano, au cours de laquelle le drapeau de Milan flotte triomphalement sur le Carroccio.
Dans les événements de la guerre s'entremêle l'amour d'Alberto pour Eleonora (Kasia Smutniak).

## Fiche technique
- Titre original : Barbarossa
- Réalisation : Renzo Martinelli
- Scénario : Renzo Martinelli, Giorgio Schöttler (it), Anna Samueli
- Producteur : Renzo Martinelli
- Producteur exécutif : Riccardo Pintus, Vlad Paunescu
- Sociétés de production : Martinelli Film Company International, Castel Film Studios, Rai Cinema, Ministère des Biens et Activités culturels et du Tourisme
- Société de distribution : 01 Distribution (Italie)
- Photographie : Fabio Cianchetti
- Montage : Osvaldo Bargero (it)
- Musique : Pivio et Aldo De Scalzi
- Scénographie : Scarlett Garner
- Pays d'origine :  Italie,  Roumanie
- Langue : anglais
- Genre : Film historique
- Durée : 139 minutes
- Sortie : 2009

## Distribution
- Rutger Hauer : Frédéric Barberousse
- Raz Degan : Alberto da Giussano
- F. Murray Abraham : Siniscalco Barozzi
- Hristo Jivkov : Gherardo Negro
- Antonio Cupo (en) : Alberto dell'Orto
- Cécile Cassel : Béatrice de Bourgogne
- Kasia Smutniak : Eleonora
- Ángela Molina : Hildegarde de Bingen
- Alin Olteanu : Henri le Lion
- Elena Burika (it) : Antonia
- Hristo Chopov : Rainald von Dassel, archevêque de Cologne
- Federica Martinelli : Tessa
- Maurizio Tabani : Giovanni da Giussano
- Riccardo Cicogna : Wibald de Stavelot
- Gian Marco Taviani : Lorenzo della Pigna
- Robert Baer : Alberto enfant

## Version française
- Société de doublage : NDE Production
- Direction artistique : Antony Delclève
- Adaptation des dialogues : Frédéric Alameunière
- Enregistrement et mixage :